# Robert MacNaughton
Robert MacNaughton (New York, 19 december 1966) is een Amerikaans voormalig (kind)acteur. Het meest bekend is hij van zijn rol als Michael, de broer van Elliott, in de door Steven Spielberg geregisseerde film E.T. the Extra-Terrestrial. Voor deze rol won hij in 1983 een Young Artist Award als beste jonge mannelijke bijrol in een film.
Na rollen in I Am the Cheese en enkele televisiefilms, verhuisde hij in 1994 naar Phoenix om een theatercarrière uit te bouwen. Hij had echter weinig succes. Uiteindelijk werd hij in de late jaren 90 postbeambte voor de United States Postal Service. Op 1 september 2002 trouwde hij met Jennifer Butler, met wie hij een zoon heeft.
- Biblioteca Nacional de España: XX6030033
- International Standard Name Identifier: 0000 0000 3248 6421
- Library of Congress Control Number: n92004081
- Nationale Bibliotheek van Tsjechië: xx0183440
- Virtual International Authority File: 9033146
- WorldCat: E39PBJxhk6GxjJyRbPh66QWxDq